# Ostaszewo (gmina)

Gmina Ostaszewo

Ostaszewo – gmina wiejska w województwie pomorskim, w powiecie nowodworskim. W latach 1975–1998 gmina położona była w województwie elbląskim.
W skład gminy wchodzi 7 sołectw: Gniazdowo, Jeziernik, Ostaszewo, Nowa Cerkiew, Nowa Kościelnica, Palczewo, Piaskowiec
Siedziba gminy to Ostaszewo.
Według danych z 31 grudnia 2007 gminę zamieszkiwało 3209 osób.

## Położenie geograficzne
Położona jest w północno-wschodniej części województwa pomorskiego w obrębie Żuław Wielkich. Rozciąga się wzdłuż prawego brzegu Wisły. Północną granicę wyznacza Kanał Wiślano-Zalewowy, natomiast wschodnią i południową wyznacza rzeka Linawa.
Pod względem administracyjnym gmina znajduje się na obszarze powstałego w dniu 1 stycznia 1999 r. powiatu nowodworskiego w województwie pomorskim.
Graniczy z gminami: od północy – Stegna, od wschodu – Nowy Dwór Gdański, od południa – Nowy Staw, od zachodu, przez rzekę Wisła, Suchy Dąb i Cedry Wielkie.

## Podział fizjograficzny (wedługJ. Kondrackiego)
Gmina Ostaszewo jest położona na Żuławach Wiślanych (313.54). Obszar ten jest jednostką fizjograficzną wchodzącą w skład makroregionu Pobrzeże Gdańskie (313.5) i podprowincji Pobrzeża Południowobałtyckie.

## Struktura powierzchni
Według danych z roku 2005 gmina Ostaszewo ma obszar 60,65 km², w tym:
- użytki rolne: 83%
- użytki leśne: 0%

Gmina stanowi 9,29% powierzchni powiatu.

## Demografia

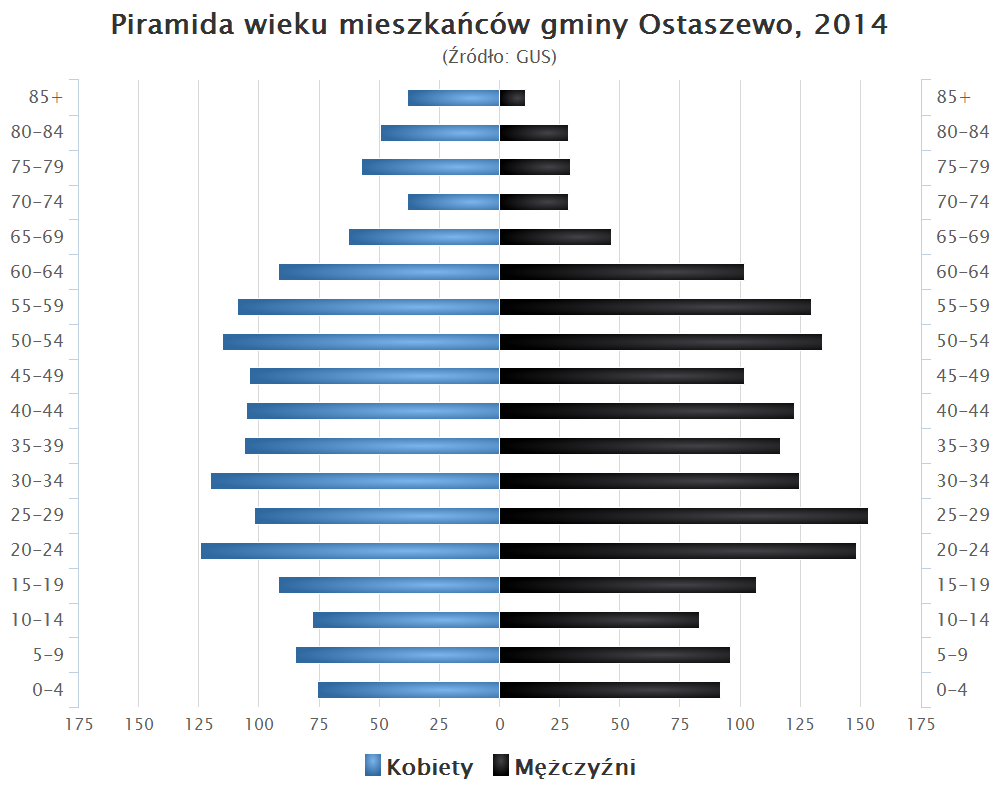
Piramida wieku mieszkańców gminy Ostaszewo w 2014 roku

Dane z 30 czerwca 2004:
| Opis                              | Ogółem | Ogółem | Kobiety | Kobiety | Mężczyźni | Mężczyźni |
| --------------------------------- | ------ | ------ | ------- | ------- | --------- | --------- |
| jednostka                         | osób   | %      | osób    | %       | osób      | %         |
| populacja                         | 3280   | 100    | 1600    | 48,8    | 1680      | 51,2      |
| gęstość zaludnienia (mieszk./km²) | 54,1   | 54,1   | 26,4    | 26,4    | 27,7      | 27,7      |

## Sąsiednie gminy
Cedry Wielkie, Lichnowy, Nowy Dwór Gdański, Nowy Staw, Stegna, Suchy Dąb